# Carswell-Krater
Koordinaten: 58° 26′ 6″ N, 109° 26′ 53,5″ W
Der Carswell-Krater ist ein Einschlagkrater in der kanadischen Provinz Saskatchewan. 
Der Durchmesser des Kraters beträgt 39 Kilometer, sein Alter wird auf 115 ± 10 Millionen Jahre geschätzt. Damit ereignete sich der Einschlag während der Unteren Kreidezeit. An der Erdoberfläche ist der Carswell-Krater zu erkennen.